# Chamonixia
Chamonixia is een geslacht van schimmels behorend tot de familie Boletaceae. De typesoort is Chamonixia caespitosa. De soorten uit dit geslacht komen wereldwijd voor.

## Soorten
Het geslacht bevat volgens de Index Fungorum vier soorten (peildatum december 2021):
| Soortnaam               | Auteur(s)                                | Publicatiejaar |
| ----------------------- | ---------------------------------------- | -------------- |
| Chamonixia albida       | (Massee & Rodway) Y.S. Chang & Kantvilas | 1993           |
| Chamonixia brevicolumna | A.H. Sm. & Singer                        | 1959           |
| Chamonixia caespitosa   | Rolland                                  | 1899           |
| Chamonixia caudata      | (Zeller & C.W. Dodge) A.H. Sm. & Singer  | 1959           |

Enkele voormalige soorten:
- Chamonixia bispora -> verplaatst naar het geslacht Rossbeevera
- Chamonixia mucosa -> verplaatst naar het geslacht Rossbeevera
- Chamonixia octorugosa -> verplaatst naar het geslacht Austrogautieria
- Chamonixia pachydermis - > verplaatst naar het geslacht Leccinum
- Chamonixia vittatispora -> verplaatst naar het geslacht Rossbeevera